# Monokracie
Monokracie (z řec. monos – sám, kratein – vládnout) znamená jedinovláda (jako samovláda se obvykle překládá pojem autokracie, často je však vytvářeno rovnítko mezi těmito dvěma pojmy), tedy forma státu (vlády), ve kterém je držitelem neomezené moci jednotlivec. Příkladem mohou být staroorientální despocie, tyranie či absolutní monarchie.[zdroj?]
Pojem monokracie může taktéž označovat státní orgán sestávající z jediné osoby, typickým příkladem je prezident republiky.[zdroj?]